# هنری فاکسال
هنری فاکسال (Henry Foxall)‏ (۲۴ مه ۱۷۵۸–۱۱ دسامبر ۱۸۲۳)، از سیاستمداران آمریکایی متولد انگلیس، صنعت‌کار و واعظ متدیست بود. او را به عنوان اولین پیمانکار دفاعی ایالات متحده در نظر می‌گیرند، چرا که نیروی دریایی ایالات متحده را طی شبه جنگ، جنگ بربری اول و جنگ ۱۸۱۲ میلادی با توپ‌ها و مهماتشان تأمین می‌کرد. آهن لازم برای این تسلیحات از ریخته‌گری‌های آهن او در فیلادلفیا، جورج‌تاون (بعدها بخشی از مریلند شد) و ریچموند ویرجینیا می‌آمدند. همچنین او به عنوان شهردار جورج‌تاون خدمت کرد و به تأسیس کلیسای متودیست متحدهٔ ریخته‌گری در واشینگتن DC نیز کمک کرد.

## اوان زندگی
هنری فاکسال در ۲۴ مه ۱۷۵۸ میلادی در مانماوت فورج در ولز جنوبی بدنیا آمد. او فرزند ماری (نام تولد: هیز) و توماس فاکسال بود. بعد از تولدش، خانواده به میدلندز غربی بریتانیا بازگشت. این خانواده از طریق دوستیش با خانواده اسبری متدیست شد. فاکسال با فرنسیس اسبری برای باقی عمرش دوست باقی ماند. پدر او آهنگری بود که زمانی در «اولد فورج» در وست برومویچ به عنوان سرکارگر خدمت کرد.

## حرفه

### آهنگری
فاکسال تجارت آهن را در انگلستان و ایرلند یادگرفت. او در «فانتلی فورج» نزدیک HMNB پورتسماوت کاراموزی کرد. او توسط «هنری کورت» به مدت هفت سال استخدام شد و در فنونی چون استفاده از کک جهت ایجاد آتش در کوره آهن، تبدیل آهن لخته به فولاد و نورد که کورت پیشتاز آن بود به خبرگی رسید. سپس درحالی که توسط توماس آوریلی استخدام شده بود، اواخر دهه ۱۷۸۰ میلادی به ایرلند رفت و در آهن‌آلات آریگنا در آریگنا کار کرد. در نوامبر ۱۷۹۱ میلادی، فاکسال متدیست شد. در حدود ژوئن ۱۷۹۵ میلادی، بعد از این که مدافعین کاتولیک بر آریگنا یورش بردند، فاکسال و خانواده‌اش به آنادیل گریختند و سپس کشتی «جوزف» را به نیویورک بردند.

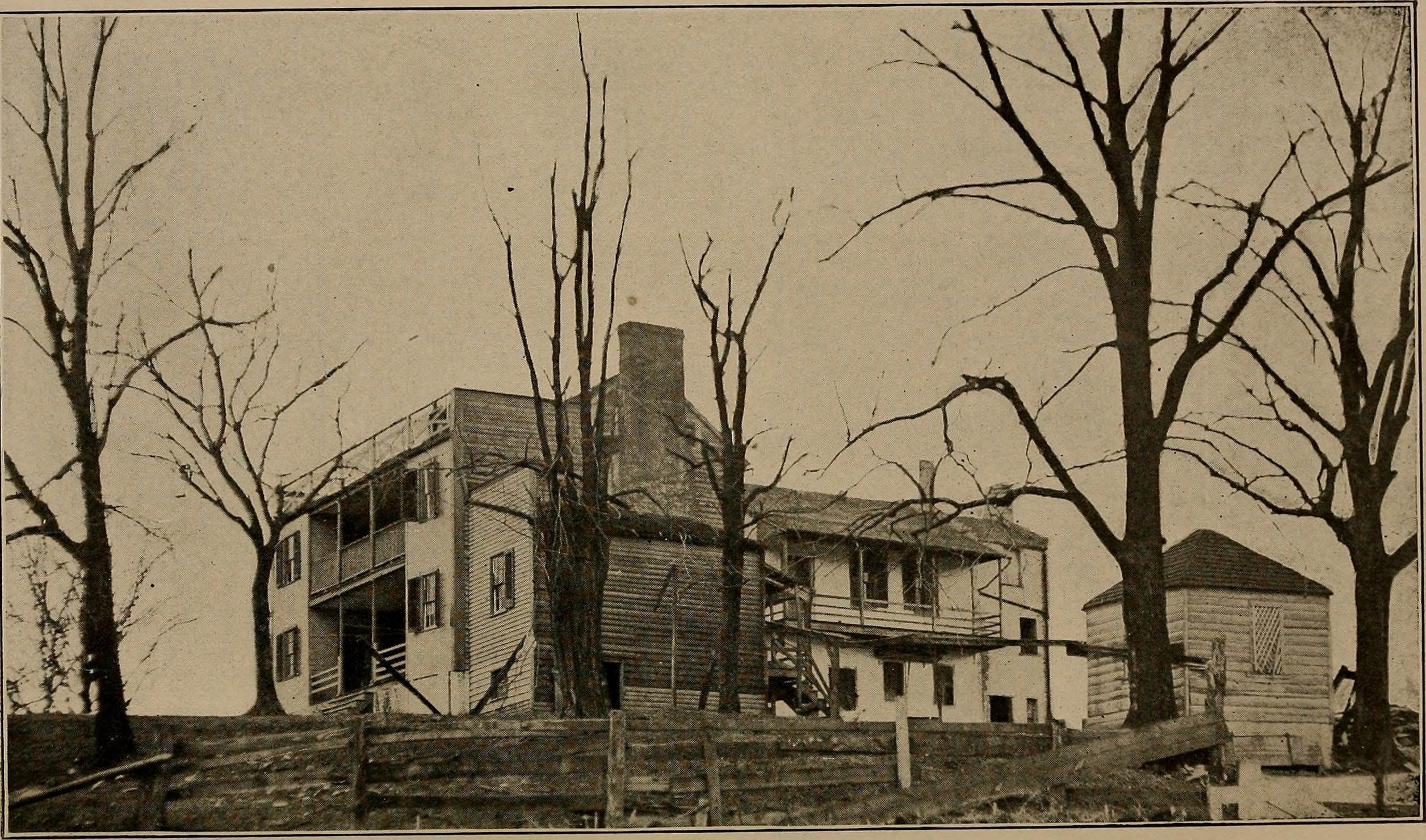
ریخته‌گری کلمبیا (حدود ۱۹۰۸ میلادی)

آنها در اکتبر ۱۷۹۵ میلادی در فیلادلفیای پنسیلوانیا ساکن شدند. درحالی که در فیلادلفیا بودند، «آهن‌آلات عقاب» را با شراکت رابرت موریس خریده و راه اندازی کرد. شراکت آن‌ها در ۱۸۰۰ میلادی منحل شد. او درحالی که در فیلادلفیا ساکن بود، قادر بود تا مایحتاج نیروی دریایی ایالات متحده در رابطه با توپ و مهمات آن را طی جنگ بربری اول و شبه-جنگ را تأمین نماید. این کنش موجب شد که او به عنوان اولین پیمانکار دفاعی ایالات متحده در نظر گرفته شود.
در ۱۸۰۰ میلادی، فاکسال به جورج‌تاون نقل مکان کرده و «ریخته‌گری کلمبیا» را در ۱۸۰۱ میلادی ساخت. همچنین او یک ریخته‌ری در ریچموند ویرجینیا در ۱۸۰۹ میلادی برپا کرد. هردوی این ریخته‌گری‌ها برای حکومت فدرال توپ تولید می‌کردند. تخمین زده شده که طی آن مدتی که او ریخته‌گری کلمبیا را رهبری می‌کرد، در حدود ۳۰۰ سلاح سنگین و ۳۰ هزار گلوله در یک سال تولید شد. او طی جنگ ۱۸۱۲ به تأمین تسیلحات می‌پرداخت و ریخته‌گریش توسط نیروهای بریتانیایی هدف قرار گرفت، اما این حمله هیچگاه به علت آب و هوا و شایعاتی مبنی بر نیروهای آمریکایی بیشتر روی نداد. از جمله تجارت‌های فاکسال، تأمین چدن برای توماس جفرسون و ساختمان کاخ کنگره (کپیتول) ایالات متحده بود. او در ۱۸۱۵ میلادی بازنشسته شد و ریخته‌گری‌هایش را فروخت.

### سایر تلاش‌ها
فاکسال به عنوان شهردار جورج‌تاون خدمت کرد. همچنین او هدایتگر بانکی در جورج‌تاون، هیئت امنای شرکت واردات و صادرات جورج‌تاون و صاحب یک نانوایی/شیرینی‌پزی بود.
فاکسال به‌طور فعال در کلیسای متدیست درگیر بود. او به عنوان واعظ غیرحرفه‌ای کار کرد، اما به‌طور رسمی به عنوان شیخ کلیسا در ۱۸۱۴ میلادی حکم گرفت. به فاکسال در ۱۸۱۴ میلادی کمک مالی شد تا ریخته‌گری کلیسای کوچک (که بعدها «کلیسای متودیست‌های متحده ریخته‌گری» نام گرفت) را بسازد. این کلیسا، اولین جماعت سازمان یافته متودیست در شهر واشینگتن در غرب کپیتول (ساختمان کنگره) بود. این کلیسا در ۱۰ سپتامبر ۱۸۱۵ میلادی هدا شد و نامش به یاد کلیسای کوچک ریخته‌گری متعلق به جان وزلی در لندن انتخاب شده‌است.

## زندگی شخصی
فاکسال سه بار ازدواج کرد. فاکسال با آن هاروارد اهل استورپورت، وورسسترشایر در ۱۷۸۰ میلادی ازدواج کرد. در آن زمان او در ایرلند ساکن بود و صاحب پنج فرزند شدند که سه تای آنها در سن پایین فوت کردند و نام دو فرزند دیگر جان (۱۷۹۱–۱۸۵۶) و مری آن (۱۷۸۶–۱۸۰۹) بود. همسر او در اپیدمی طب زرد فیلادلفیا در سال ۱۷۹۸ میلادی فوت کرد. او با مارگارت انگلیش اسمیت ازدواج کرد، اما مارگارت در ۱۸۱۶ میلادی فوت کرد. سپس بعدها با همسر سومش به نام «کاترین هولند» در نوامبر ۱۸۱۶ میلادی ازدواج کرد.
فاکسال پس از نقل مکان به جورج تاون در ۱۸۰۳ میلادی یک شهروند خنثی شد. فاکسال صاحب خانه‌ای در خیابان ۳۴م شد، ساکن قبلی این خانه ژنرال جیمز لینگان بود. همچنین او صاحب یک خانه برون‌شهری در اسپرینگ هیل در جورج تاون بود. همچنین او خانه‌ای برای دخترش مری مک‌کنی در آدرس خیابان ۳۱۲۳ دامبارتون بود که بعدها به نام «خانه فاکسال-مک‌کنی» معروف گشت.

## اواخر زندگی و مرگ
پس از بازنشستگی در ۱۸۱۵ میلادی، در دو موقعیت مختلف به انگلستان بازگشت، یک بار در ۱۸۱۵ میلادی و بار دیگر در ۱۸۲۳ میلادی. در ۱۱ دسامبر ۱۸۲۳ میلادی، او درحالی که از انگلستان بازدید می‌کرد فوت کرد.

## میراث
روستای فاکسهال در همسایگی واشینگتن DC نیز به نام فاکسال نامگذاری شده‌است.